# Birch Bayh
Birch Evans Bayh (/bai/) Jr. (né le 22 janvier 1928 à Terre Haute en Indiana et mort le 14 mars 2019 à Easton dans le Maryland, d'une pneumonie) est un homme politique américain. Il a été sénateur de l'Indiana entre 1963 et 1981.
Il est un des auteurs de la loi intitulée Bayh-Dole Act concernant les brevets.
Il a été candidat à l'investiture démocrate en vue de l'élection présidentielle de 1976. Il est le père d'Evan Bayh, gouverneur de l'Indiana entre 1989 et 1997.

## Biographie
Birch Bayh est né à Terre Haute dans l’Indiana, fils de Leah Ward (née Hollingsworth), enseignante, et de Birch Evans Bayh Sr., entraîneur intercollégial et directeur des sports. Ses origines sont allemandes, anglaises, irlandaises et écossaises. Birch Bayh a passé les étés sur la ferme de ses grands-parents à Shirkieville dans l'Indiana, où il a ensuite habité. En tant qu'étudiant au lycée de New Goshen (Fayette Township), le jeune Birch a pris part à des concours de conversation, a joué au baseball et au basket-ball et a remporté le championnat de la tomate 4-H de l'Indiana. 
De 1946 à 1948, Bayh fut policier de l'armée des États-Unis en Allemagne occupée après la Seconde Guerre mondiale. Il a excellé dans les sports, concourant en tant que boxeur aux Golden Gloves a l'université et en prenant part à deux essais dans la Ligue majeure de baseball. Birch Bayh est diplômé de l'école d'agriculture de l'université Purdue en 1951, où il était membre de la fraternité sociale Alpha Tau Omega et président de la classe supérieure. En 1951, il remporta le plus haut prix collégial individuel d'Alpha Tau Omega, le Thomas Arkle Clark Award. Il a épousé Marvella Hern en août 1952 et a suivi pendant deux ans des cours à l'université d'État de l'Indiana de Terre Haute, tout en dirigeant la ferme familiale.

### Famille
Birch Bayh est le père d'Evan Bayh, gouverneur de l'Indiana entre 1989 et 1997.